# Alexandru Vaida-Voevod
Alexandru Vaida-Voevod (Bobâlna, 27 de febrer de 1872 - Sibiu, 19 de març de 1950) va ser un metge, diplomàtic i polític romanès nascut a Àustria-Hongria, partidari de la unió de Transsilvània (llavors parteix d'Hongria dins de l'Imperi Austrohongarès) amb Romania. Va ser primer ministre d'aquest país en tres ocasions.

## Biografia
Nascut en una família uniata al poble transilvanià de Bobâlna (anomenat en la seva època Olpret), en la província de Cluj. Va estudiar medicina a Viena, on va conèixer a l'alcalde de la ciutat, el populista Karl Lueger, de qui va adoptar el seu antisemitisme.
Voevod va recolzar inicialment la federalització de l'Imperi i va ser partidari de les idees de reforma de l'hereu al tron, Francesc Ferran d'Àustria. Va formar part, juntament amb altres polítics de les nacionalitats menys afavorides pel Compromís Austrohongarès com l'eslovac Milan Hodža, del cercle de l'arxiduc.
El 1906 es va unir al grup de nacionalistes romanesos del parlament hongarès en Budapest (Partit Nacional Romanès), sent un dels oponents principals a la política d'Hongarització defensada pel govern i defensant l'autodeterminació de Transsilvània. Desil·lusionat amb la postura austríaca després de l'assassinat del príncep hereu a Sarajevo, va passar a defensar la unió de Transsilvània amb Romania. Ell i els altres membres del seu partit van presentar una petició d'autodeterminació per a la regió d'acord amb els catorze punts del president Wilson al parlament hongarès a l'octubre de 1918.
Al desembre d'aquest any, després de la rendició hongaresa, va formar part del consell transilvany que va proclamar la unió amb Romania i, juntament amb Vasile Goldiş, Iuliu Hossu, i Miron Cristea, va ser un dels enviats que van presentar la decisió al rei Ferran I de Romania en Bucarest.